# MGTOW

Marca de MGTOW, adoptada del episodio "Men at War" de la serie de la BBC Reggie Yates' Extreme UK

MGTOW (siglas en inglés de Men Going Their Own Way —traducido al español como «hombres que siguen su propio camino»—) es un grupo antifeminista formado exclusivamente por varones, que ostenta como principio el separatismo del hombre de las mujeres, ya que consideran que la sociedad fue corrompida por el feminismo y que las mujeres son abusivas e interesadas. Surgió y se expandió a través de sitios web y medios sociales, que forman lo que popularmente se denomina manosfera.
Es una comunidad generalmente asociada con la derecha alternativa y el supremacismo blanco, siendo calificada como misógina por analistas y medios. El Southern Poverty Law Center lo ha clasificado como un grupo supremacista masculino.
En enero de 2020, un grupo de científicos de la computación publicó una preimpresión de un artículo titulado "La evolución de la manosfera en la web", que Tanya Basu describió en MIT Technology Review como "el panorama más completo hasta ahora de los grupos misóginos que alimentan el movimiento incel online". La comunidad r/MGTOW en Reddit y el Foro MGTOW se encontraban entre las comunidades estudiadas en el documento. Poco después de que se publicó la preimpresión, Reddit puso en cuarentena el subreddit r/MGTOW, una restricción que la plataforma aplica a subreddits determinados como "extremadamente ofensivos o molestos para el redditor promedio", lo que les impide obtener ingresos por publicidad y requiere que los visitantes acepten ver potencialmente contenido ofensivo antes de ingresar.
Los investigadores han implicado a las comunidades de MGTOW en el acoso en línea de mujeres. Wright y otros autores escribieron en la publicación científica., Information, Communication & Society en 2020, escribió que "MGTOW propaga el acoso y la misoginia pasivos o no dirigidos extensos y de amplio alcance en Twitter". Ribeiro junto a otros autores descubrió en 2020 que las comunidades de MGTOW se encontraban entre las comunidades de manosfera que "han ido creciendo en tamaño y en su participación en el acoso en línea y la violencia en el mundo real". Investigadores del Instituto de Investigación sobre Supremacismo Masculino publicaron, en el  International Centre for Counter-Terrorism, un estudio que indica que los miembros de MGTOW "desprecian abiertamente a las mujeres y lo normalizan mediante el acoso en línea".

## Origen y evolución
A principios de la década del 2000, en un foro llamado MGTOW.org, se publicó una declaración de intenciones llamada «MGTOW manifest», donde se expusieron los objetivos: 
El objetivo es inculcar la masculinidad en los hombres, la feminidad en las mujeres y progresar hacia un gobierno limitado.
Al inculcar la masculinidad en los hombres, hacemos que los hombres sean autosuficientes, orgullosos e independientes.
Al inculcar la feminidad en las mujeres, las hacemos atentas, solidarias y responsables.

Al progresar hacia un gobierno limitado, estamos trabajando por la libertad y la justicia.
Se ha difundido principalmente por países angloparlantes. En YouTube hay varios canales sobre MGTOW, y un subforo en Reddit.

## Ideario

### Roles y estereotipos
MGTOW justifica sus puntos de vista y fundamenta su retórica en sus propias interpretaciones de la teoría de la evolución y del biologismo. Los MGTOW se declaran dedicados principalmente a su propio cuidado y su autorrealización. Algunos mantienen relaciones puntuales o de corta duración, buscan los servicios de prostitutas o usan muñecas sexuales. Otros evitan las relaciones sentimentales o sexuales por completo, practicando el celibato —a estos se los llama “monjes”— o mantienen su virginidad.
Rechazan los roles de protector y proveedor que tradicionalmente se han asignado al varón, que consideran nocivos, y cuestionan las formas de seducción y cortejo en las que el hombre toma la iniciativa mientras la mujer conserva su rol pasivo selectivo, siendo su rechazo o su aprobación decisivos. Aseguran que esta situación perjudica al varón, y además está agravada por los cambios de rol promovidos por la liberación sexual de la mujer. Protestan porque sus intentos de cortejo terminan en la llamada zona de amigos.
Los propios MGTOW se clasifican según cinco niveles que definen así: 
- Nivel 0: el miembro ha "tomado la píldora roja" y asegura que la igualdad de género es propaganda.
- Nivel 1: rechazo de las relaciones sentimentales, participando sólo en relaciones sexuales.
- Nivel 2: rechazo de las relaciones sexuales.
- Nivel 3: un miembro en esta etapa ve al gobierno como tiránico. Se niega a ganar más dinero del necesario para mantener sus necesidades y evita activamente contribuir.

El movimiento ha creado eslóganes como save a male and stop a wedding —salva a un hombre y detén una boda— .

### Política
MGTOW se asocia a ideologías políticas como la derecha alternativa, el libertarismo o el anarquismo filosófico. Muchos de ellos pertenecen a la subcultura incel. El Southern Poverty Law Center  los acusa de promover el odio a las mujeres y reivindicar la violación como legal en determinados casos.

## Miembros
A diferencia de otros grupos de manosfera, MGTOW no permite que las mujeres se unan. Los miembros de las comunidades MGTOW son principalmente hombres heterosexuales, blancos, de clase media de América del Norte y Europa. Jones y sus colegas escribieron en New Media & Society en 2019 sobre el tamaño de las comunidades de MGTOW: "si bien el número exacto de seguidores de MGTOW no está claro, parece ser un grupo popular y en crecimiento dentro de la manosfera: el subreddit r/MGTOW ha crecido desde 54 000 miembros a principios de 2018 a 104 000 miembros a principios de 2019 y hay 32 859 miembros enumerados en un foro de MGTOW". La autora Donna Zuckerberg describió MGTOW en su libro del 2018 Not All Dead White Men como un grupo más pequeño dentro de la manosfera, diciendo que el foro MGTOW tenía más de 25 000 suscriptores y r/MGTOW más de 35 000 miembros.

## MGTOWcomo reacción al cambio de roles
Jeremy Nicholson, de Psychology Today, encuadra a MGTOW  dentro de un grupo emergente de varones que se sienten descontentos, con dificultades para adaptarse a los cambios en los roles y costumbres de cortejo, presionados tanto por las exigencias sociales contra las conductas que se interpretan como machistas, como por la creciente adopción de un rol activo en el cortejo por parte de la mujer, y la aceptación social del mismo. Estos hombres terminan desincentivados para buscar relaciones afectivas duraderas, por lo que para satisfacer sus necesidades sexuales recurren a la masturbación, juguetes sexuales, de forma episódica a las prostitutas, y una proporción de ellos evitaría cualquier tipo de relación sexual, incluso manteniéndose vírgenes.
Kay Hymowitz ha dicho que cree que algunos hombres identificados con MGTOW se sienten rencorosos por ver lo que consideran hipergamia y comportamientos manipuladores en mujeres. Dylan Love, el corresponsal de Business Insider, escribió que "un hombre que sigue su propio camino de forma completamente realizada es alguien que evita toda relación romántica con mujeres, a corto y largo plazo"; finalmente, rechaza la sociedad en conjunto.
Según el columnista Martin Daubney, los miembros de MGTOW creen que cuando hacen un análisis costo-beneficio y un análisis riesgo-beneficio de sus líos legales y románticos con mujeres, las desventajas superan a los beneficios.

### ArgotMGTOW
1. Píldora roja: Es utilizado como analogía con la píldora roja y la píldora azul que Morfeo ofrece a Neo en la película Matrix para que elija una. Alude a los propios MGTOW y el grupo afín RedPill, que serían los despiertos que han descubierto la trampa del ginocentrismo, mientras que los demás hombres elegirían la píldora azul para vivir en una ilusión.[39] A estos los llaman, despectivamente, blue pill assholes, “gilipollas de la píldora azul”.[40]
2. NAWALT o unicornios: NAWALT es el acrónimo del inglés Not All Women Are Like That, cuya traducción al español es ‘no todas las mujeres son así’. No es exclusivo del MGTOW y alude a las mujeres que, supuestamente a diferencia de la mayoría, serían honestas y buenas compañeras en una relación a largo plazo. En español se las llama metafóricamente "unicornios", en alusión a su existencia fabulosa.[cita requerida]

## Grupos similares

### Movimiento por los derechos de los hombres
MGTOW se diferencia del movimiento por los derechos del hombres, ya que mientras el movimiento por los derechos de los hombres tiene como objetivo cambiar el statu quo, como por ejemplo cambiando las leyes, MGTOW exige un enfoque en la autopropiedad y la retirada de las interacciones con las mujeres.
Mack Lamoureux afirma que aunque "a primera vista, es fácil agrupar a los MGTOW con activistas por los derechos de los hombres (MRA) que también creen que la opresión femenina es un mito y que en realidad son los hombres los oprimidos, este no es el caso. Los dos grupos difieren significativamente... mientras que los MRA están dispuestos a solucionar el problema a través de la acción y el activismo, los miembros de MGTOW mantienen la autopropiedad por encima de todo lo demás, y debido a esto, la mayoría de la comunidad parece haber decidido retirarse".

### Hombres herbívoros
Aunque parecerían similares, hay algunas diferencias entre MGTOW y hombres herbívoros. En un artículo del sitio web DELFI, se describe a los MGTOW como una protesta contra las leyes feministas en Occidente, mientras que los hombres herbívoros son una respuesta a los roles de género tradicionales en Japón, como los de los salaryman. Según Roselina Salemi en La Repubblica, los hombres herbívoros, en el sentido japonés, son un subconjunto de hombres dentro de los hombres que siguen su propio camino. Mack Lamoureux en Vice ve a los hombres herbívoros como una consecuencia de las condiciones socioeconómicas de Japón y a los hombres que siguen su propio camino como una elección ideológica. En un artículo de Delfi se perfila a la MGTOW como contraria a las leyes de género actualmente imperantes en los países de Occidente, y en el caso de Japón como una respuesta a papeles tradicionales de los dos géneros, como los Salaryman.  El Southern Poverty Law Center ha identificado al MGTOW como un grupo supremacista masculino. Kashmira Gander, que escribe para The Independent, ve a los hombres herbívoros como modelos a seguir para los MGTOW.

## Críticas y desacuerdos con otros grupos
Respecto de la MGTOW, se han dado diversas de críticas recíprocas desde posturas y grupos muy variados. 

### Conservadurismo
Los MGTOW son acusados por los conservadores afines a la derecha cristiana de ir contra la familia nuclear tradicional. Se recrimina a sus seguidores que renieguen del matrimonio, la paternidad y los roles tradicionales. y les sitúan al lado del feminismo en tanto en cuanto destructores del tejido social.
Desde MGTOW se sostiene que el matrimonio es una institución que beneficia enteramente a la mujer y le otorga toda la autoridad de decisión en cuanto a la reproducción, la crianza y el acceso ilimitado a los recursos económicos del hombre. Bradford Wilcox, un académico conservador del think tank de derecha American Enterprise Institute, fue criticado por un activista de MGTOW que usaba el seudónimo "Turd Flinging Monkey" —Mono lanzaexcremento, en español—, por las afirmaciones que hace en un vídeo acerca de los beneficios del matrimonio para los varones, donde asegura que los hombres casados trabajan más duro —unas 400 horas más—, son más inteligentes —es menos probable que renuncien sin haber encontrado otro trabajo— y ganan más dinero —alrededor de $16,000 más por año— que sus compañeros solteros.

### Feminismo
Las feministas consideran a los MGTOW como un grupo machista, misógino y reaccionario. Se les acusa de victimismo y los califican como inmaduros que han perdido su posición dentro de la sociedad patriarcal. 

### Artistas de la seducción
Los maestros de la seducción[¿quién?] han ridiculizado a los seguidores de la MGTOW diciendo que son hombres resentidos o poco atractivos, que son incapaces de mantener una relación sana con una mujer, por lo que recomiendan a los miembros de esta comunidad que adquieran sus planes de aprendizaje sobre seducción para subsanar su situación.
Desde la comunidad MGTOW se ha atacado duramente a estos maestros de la seducción, acusándoles de hacer negocio dando falsas esperanzas a hombres que carecen de las cualidades que resultan atractivas a las mujeres, enseñándoles a esforzarse e incluso obsesionarse por emular esas características y de esa forma basar su autoestima y su valía como hombres en la aprobación de las mujeres.

### Otras críticas
Leah Morrigan, en un artículo en «The Economist», denuncia que Sandman, fundador de MGTOW, tilda en sus vídeos a las mujeres de "putas manipuladoras y mentirosas", proclamando su odio indiscriminado hacia ellas, y concluye que el "reequilibrio de los sexos ha generado la misoginia del siglo XXI".
La investigadora Barb MacQuarrie, quien describió a la comunidad como "desinformada", dijo: "No tienen una capacidad real para identificar las fuerzas globales que están actuando en su vida, por lo que culpan a las feministas", e interactúan con otros "desilusionados y hombres marginados" donde usan retórica "deplorable". Ella dice que los defensores de MGTOW muestran "una falta total de autorreflexión", y su decisión de vivir "estilos de vida separatistas" lejos de las mujeres es "patética".
MacQuarrie resumió sus puntos de vista con el comentario: "Solo están reforzando las percepciones realmente distorsionadas de lo que está sucediendo en el mundo. Se están limitando a sabiendas a una vida de aislamiento y muchas limitaciones. Es triste".